# Amputechture
Albums de The Mars Volta
Scab Dates The Bedlam in Goliath
Amputechture est un album du groupe The Mars Volta sorti en 2006. Il a été enregistré à Los Angeles (Californie), El Paso (Texas) et Melbourne (Australie). L'album a été produit par Omar Rodríguez-López et mixé par Rich Costey.
Dès sa sortie, il s'est situé à la 9e place du Billboard 200, avec la vente de 59 000 copies lors de la première semaine.
Le titre, a priori incompréhensible, est issu de la contraction des mots amputate, technology et architecture. 
 La pochette du disque a été réalisée par Jeff Jordan.
Au début du mois de juillet, "Viscera Eyes" a été officiellement lancé sur le site MySpace du groupe. Le 31 juillet 2006, le groupe a ajouté un lien vers une partie de la chanson sur son site Internet. Peu de temps après, la version complète de "Viscera Eyes" sur la page MySpace fut remplacée par une radio edit qui durait 4 minutes 21.

## Singles
- "Viscera Eyes"
- "Vicarious Atonement" (promo uniquement)

## Liste des pistes
1. Vicarious Atonement
2. Tetragrammaton
3. Vermicide
4. Meccamputechture
5. Asilos Magdalena
6. Viscera Eyes
7. Day Of The Baphomets
8. El Ciervo Vulnerado

## Musiciens
- Omar Rodríguez-López – producteur, guitare principale
- Cedric Bixler-Zavala – chant
- Jon Theodore – batterie
- Isaiah "Ikey" Owens – claviers
- Juan Alderete – basse
- Marcel Rodriguez-Lopez – percussions
- Adrián Terrazas-González – flûte, saxophone ténor, clarinette basse
- John Frusciante – guitare additionnelle
- Sara Christina Gross – saxophone sur "Meccamputechture"